# Lydia de Vega
Lydia de Vega-Mercado (Meycauayan, 26 december 1964 – Makati, 10 augustus 2022) was een Filipijns atlete. 

## Biografie
In de jaren tachtig werd ze beschouwd als de snelste vrouw van Azië. Zo won ze zowel bij de Aziatische Spelen van 1982 in Delhi als bij de Aziatische Spelen van 1986 in Seoel de gouden medaille op de 100 meter sprint. In 1986 won ze bovendien de zilveren medaille op de 200 meter.
Diay, zoals ze in de Filipijnen ook wel wordt genoemd, nam tweemaal deel aan de Olympische Spelen. In 1984 werd ze uitgezonden naar de Olympische Zomerspelen van Los Angeles en in in 1988 naar de Spelen in Seoel.
De Vega werd later raadslid van haar geboorteplaats Meycauayan in de Filipijnse provincie Bulacan. Ook was ze coach van het atletiekteam van Singapore. In 2000 werd De Vega gekozen als een van de beste Filipijnse sporters van het millennium.
De Vega overleed op 57-jarige leeftijd aan borstkanker.